# Eleição presidencial nos Estados Unidos em 1936
A eleição presidencial dos Estados Unidos de 1936 foi a trigésima-oitava eleição presidencial do país. Foi a eleição presidencial mais esmagadora da história dos Estados Unidos em termos de votos no Colégio Eleitoral. Em termos do voto popular, foi a terceira maior vitória desde a eleição de 1820, que não foi muito contestada.
A eleição ocorreu quando a Grande Depressão entrou em seu oitavo ano. O atual presidente Franklin D. Roosevelt ainda estava trabalhando para empurrar as disposições de sua política do New Deal econômico no Congresso e nos tribunais. No entanto, as políticas do New Deal que ele já havia decretado, tais como Segurança Social e subsídio de desemprego, provou ser muito popular com a maioria dos americanos. O adversário republicano de Roosevelt era o governador de Kansas Alf Landon, um moderado político.
Embora alguns analistas políticos previam uma disputa acirrada, Roosevelt passou a ganhar a maior vitória eleitoral desde o início do sistema dos dois partidos atuais (partidos Republicano e Democrata) na década de 1850, levando todos os votos, com exceção de oito votos do Colégio Eleitoral. Roosevelt venceu em todos os estados, exceto Maine e Vermont.

## Processo eleitoral
A partir de 1832, os candidatos para presidente e vice começaram a ser escolhidos através das Convenções. Os delegados partidários, escolhidos por cada estado para representá-los, escolhem quem será lançado candidato pelo partido. Os eleitores gerais elegem outros "eleitores" que formam o Colégio Eleitoral. A quantidade de "eleitores" por estado varia de acordo com a quantidade populacional do estado. Em quase todos os estados, o vencedor do voto popular leva todos os votos do Colégio Eleitoral.

## Convenções

### Convenção Nacional doPartido Republicanode 1936
A Convenção Nacional Republicana (Republican Party) foi realizada em Cleveland entre 09 e 12 de junho. Embora muitos candidatos procuraram a nomeação republicana, apenas dois, o governador Alf Landon e o senador William Borah, foram considerados como candidatos sérios. Landon foi indicado a presidente com 984 votos contra 19 de Borah. Landon não compareceu à convenção, mas ele enviou um telegrama que expressavam seus pensamentos sobre as questões. Landon escolheu Frank Knox para companheiro de chapa, o editor do Chicago Daily News. Knox ganhou o apoio unânime dos delegados no primeiro escrutínio.
A plataforma republicana criticou o New Deal do presidente Franklin D. Roosevelt e os democratas como uma ameaça à democracia constitucional. De acordo com os republicanos, Roosevelt tinha usurpado os poderes do Congresso, minou a autoridade do Supremo Tribunal Federal, e assumiu as operações sob controle federal, que deveria ter permanecido com os estados. Eles se comprometeram a reduzir os gastos governamentais. A plataforma chamou para o equilíbrio orçamental e assegurar o pagamento da moeda. Em política externa, os republicanos favoreceram manter os Estados Unidos fora de envolvimentos externos.

### Convenção Nacional doPartido Democratade 1936
A Convenção Nacional Democrata (Democratic Party) foi realizada entre 23 e 27 de junho na Filadélfia. A convenção resultou em nova nomeação do presidente Franklin D. Roosevelt e o vice-presidente John Nance Garner. Roosevelt foi nomeado por unanimidade com 1.100 votos; e o mesmo aconteceu com Garner. Antes de 1936, a regra para a nomeação dos candidatos para presidente e vice-presidente determinava que era necessária uma maioria de dois terços dos delegados. No entanto, esta regra foi abolida em na Convenção Democrata de 1936 e os participantes adotaram uma maioria simples para a nomeação. Isso permitiria que os candidatos fossem mais facilmente serem nomeados e que, portanto, produziria menos votações. Também começou a diminuir a influência do Sul na convenção, tornando mais fácil para os democratas para começar a adoção dos direitos civis em suas plataformas. Em seu discurso de aceitação em 27 de junho, Roosevelt declarou: "Esta geração de norte-americanos tem um encontro com o destino."

### Outras convenções de 1936
| Outras convenções de 1936         | Outras convenções de 1936                                              | Outras convenções de 1936 |
| Local e data                      | Partido                                                                | Candidato presidencial    |
| --------------------------------- | ---------------------------------------------------------------------- | ------------------------- |
| Em 6 de abril                     | Partido Greenback Nacional (National Greenback Party)                  | John Zahnd                |
| Entre 25 e 28 de abril            | Partido Socialista Trabalhista (Socialist Labor Party)                 | John W. Aiken             |
| Niagara Falls entre 5 e 7 de maio | Partido da Proibição (Prohibition Party)                               | David Leigh Colvin        |
| Entre 22 e 26 de maio             | Partido Socialista da América (Socialist Party of America)             | Norman Mattoon Thomas     |
| Em 1 de junho                     | Partido Cristão (Christian Party)                                      | William Dudley Pelley     |
| Em 19 de junho                    | Partido União (Union Party)                                            | William Lemke             |
| Entre 24 e 28 de junho            | Partido Comunista dos EUA (Communist Party USA)                        | Earl Russell Browder      |
| Entre 8 e 12 de julho             | Partido Trabalho Agricultor (Farmer-Labor Party)                       | Não houve nomeação        |
| Em 15 de agosto                   | União Nacional pela Justiça Social (National Union for Social Justice) | William Lemke             |

## Resultados

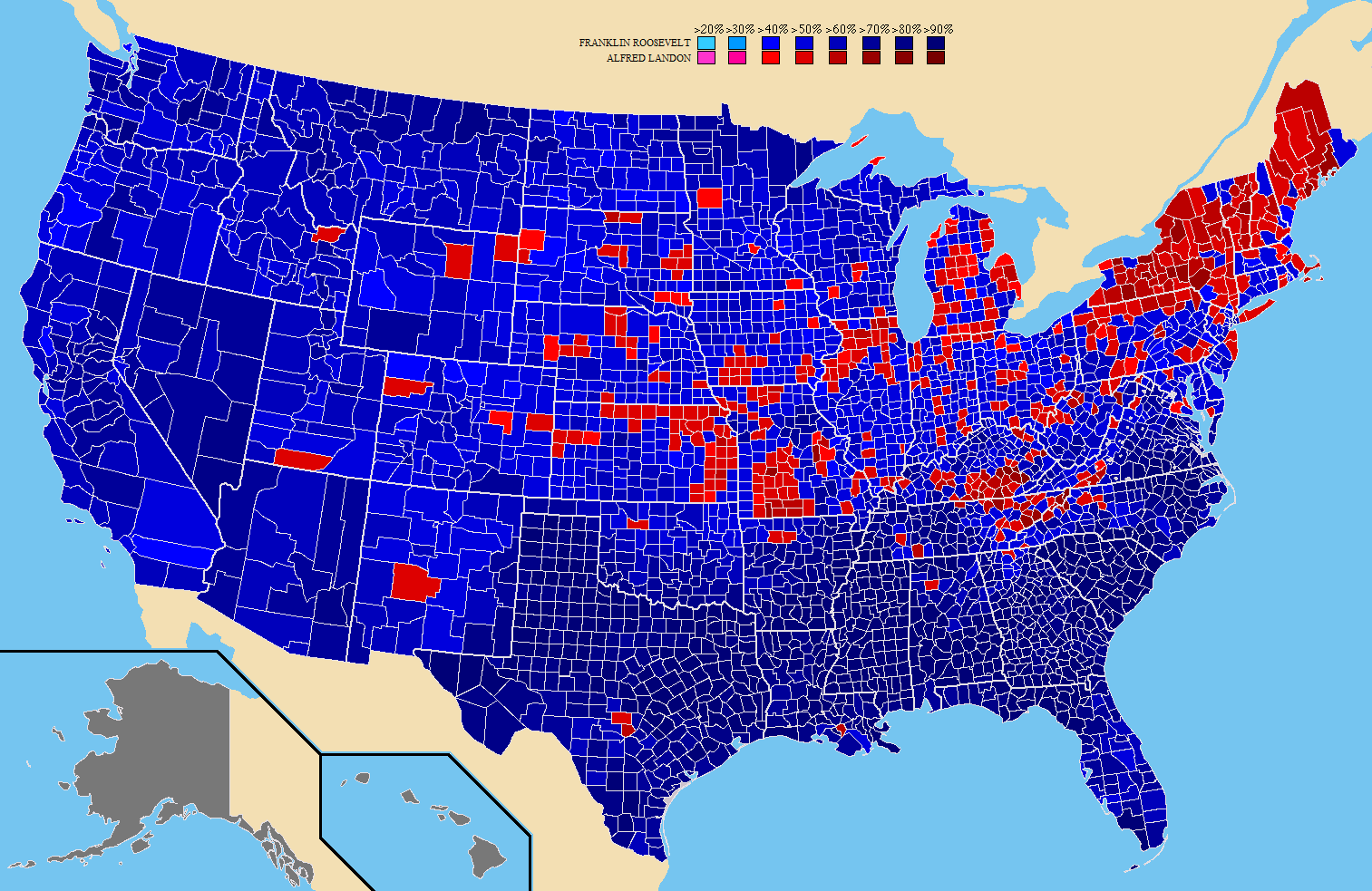
Por condados:
Franklin D. Roosevelt
Alf Landon

- Franklin D. Roosevelt
Vencedor - 1º lugar
- Alf Landon
2º lugar
- William Lemke
3º lugar
- Norman Thomas
4º lugar

| Resultado geral da eleição presidencial dos Estados Unidos de 1936 | Resultado geral da eleição presidencial dos Estados Unidos de 1936 | Resultado geral da eleição presidencial dos Estados Unidos de 1936 | Resultado geral da eleição presidencial dos Estados Unidos de 1936 | Resultado geral da eleição presidencial dos Estados Unidos de 1936 | Resultado geral da eleição presidencial dos Estados Unidos de 1936 | Resultado geral da eleição presidencial dos Estados Unidos de 1936 | Resultado geral da eleição presidencial dos Estados Unidos de 1936 | Resultado geral da eleição presidencial dos Estados Unidos de 1936 | Resultado geral da eleição presidencial dos Estados Unidos de 1936 |
| Candidato presidencial                                             | Partido                                                            | Estado de origem                                                   | Voto popular                                                       | Voto popular                                                       | Colégio Eleitoral                                                  | Colégio Eleitoral                                                  | Running mate                                                       | Running mate                                                       | Running mate                                                       |
| Candidato presidencial                                             | Partido                                                            | Estado de origem                                                   | Votos                                                              | %                                                                  | Votos                                                              | %                                                                  | Candidato vice-presidencial                                        | Estado de origem                                                   | Colégio Eleitoral                                                  |
| ------------------------------------------------------------------ | ------------------------------------------------------------------ | ------------------------------------------------------------------ | ------------------------------------------------------------------ | ------------------------------------------------------------------ | ------------------------------------------------------------------ | ------------------------------------------------------------------ | ------------------------------------------------------------------ | ------------------------------------------------------------------ | ------------------------------------------------------------------ |
| Franklin D. Roosevelt                                              | Partido Democrata                                                  | Nova Iorque                                                        | 27.752.648                                                         | 60,80%                                                             | 523                                                                | 98,5%                                                              | John Nance Garner                                                  | Texas                                                              | 523                                                                |
| Alf Landon                                                         | Partido Republicano                                                | Pensilvânia                                                        | 16.681.862                                                         | 36,54%                                                             | 8                                                                  | 1,5%                                                               | Charles Curtis                                                     | Kansas                                                             | 8                                                                  |
| William Lemke                                                      | Partido União                                                      | Minnesota                                                          | 892.378                                                            | 1,95%                                                              | 0                                                                  | 0%                                                                 | Thomas O'Brian                                                     | Massachusetts                                                      | 0                                                                  |
| Norman Thomas                                                      | Partido Socialista da América                                      | Ohio                                                               | 187.910                                                            | 0,41%                                                              | 0                                                                  | 0%                                                                 | George A. Nelson                                                   | Wisconsin                                                          | 0                                                                  |
| Outros                                                             | Outros                                                             | Outros                                                             | 132.901                                                            | 0,29%                                                              | 0                                                                  | 0%                                                                 | Outros                                                             | Outros                                                             | 0                                                                  |
| Total                                                              | Total                                                              | Total                                                              | 45,647,699                                                         | 100%                                                               | 531                                                                |                                                                    |                                                                    |                                                                    | 531                                                                |
| Votos minímos do Colégio Eleitoral de que se precisa para vencer   | Votos minímos do Colégio Eleitoral de que se precisa para vencer   | Votos minímos do Colégio Eleitoral de que se precisa para vencer   | Votos minímos do Colégio Eleitoral de que se precisa para vencer   | Votos minímos do Colégio Eleitoral de que se precisa para vencer   | 266                                                                |                                                                    |                                                                    |                                                                    | 266                                                                |

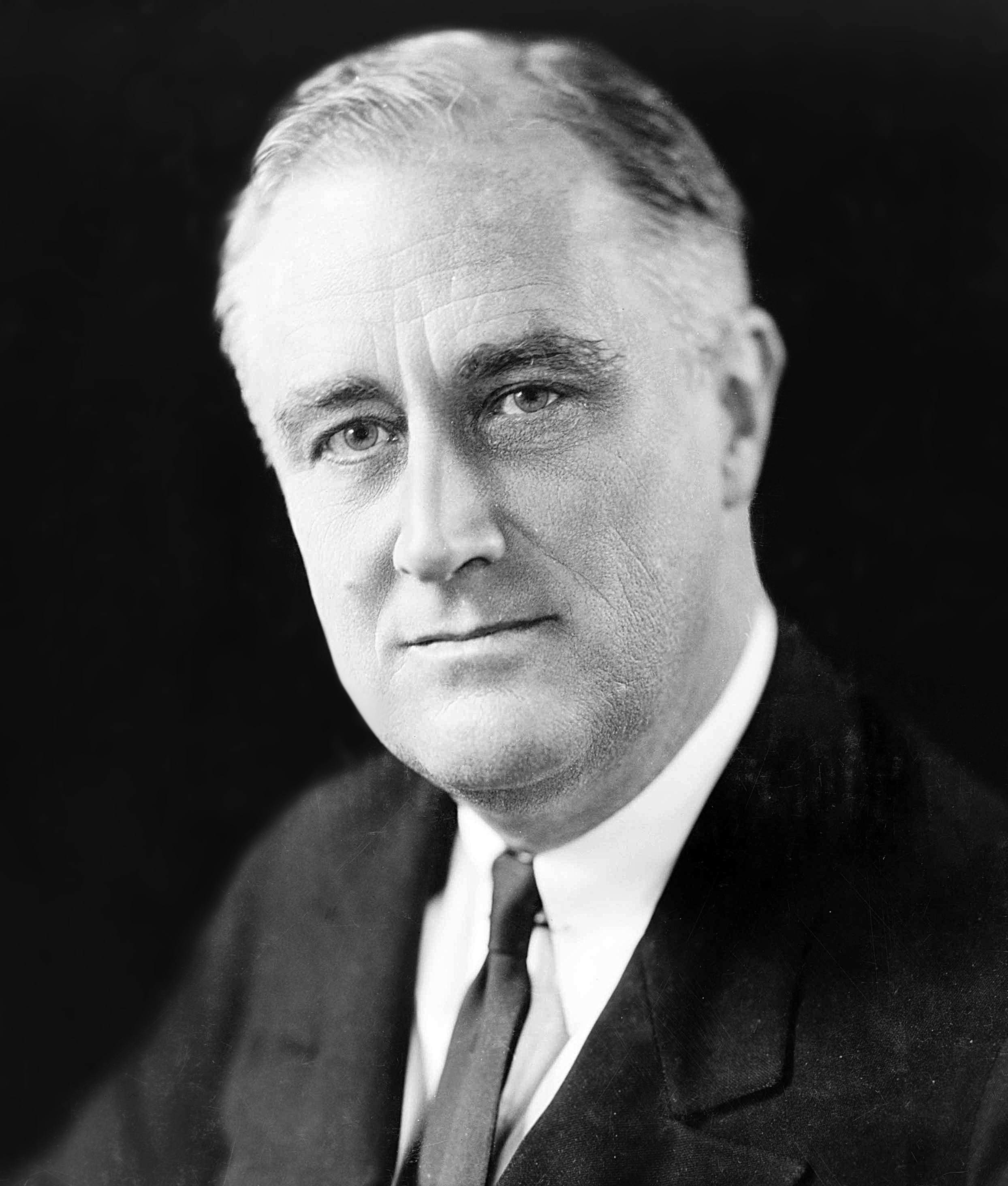
Franklin D. Roosevelt Vencedor - 1º lugar
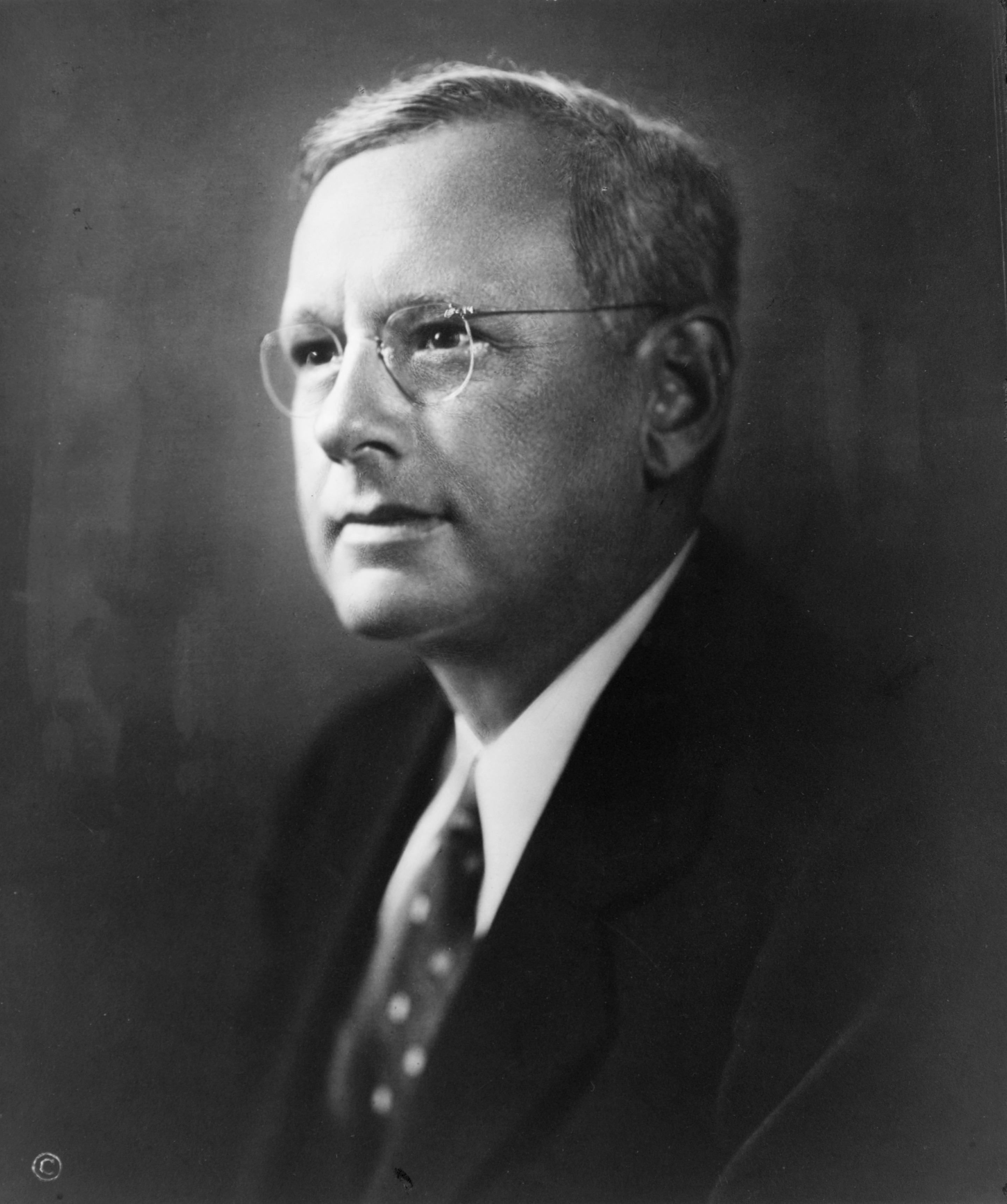
Alf Landon 2º lugar
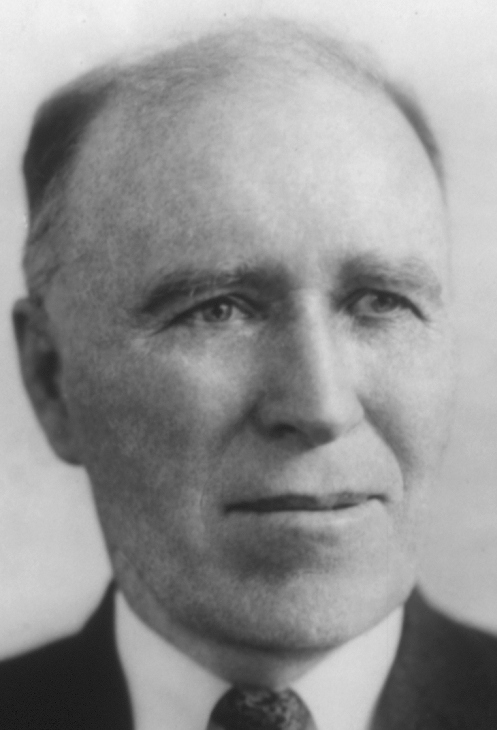
William Lemke 3º lugar
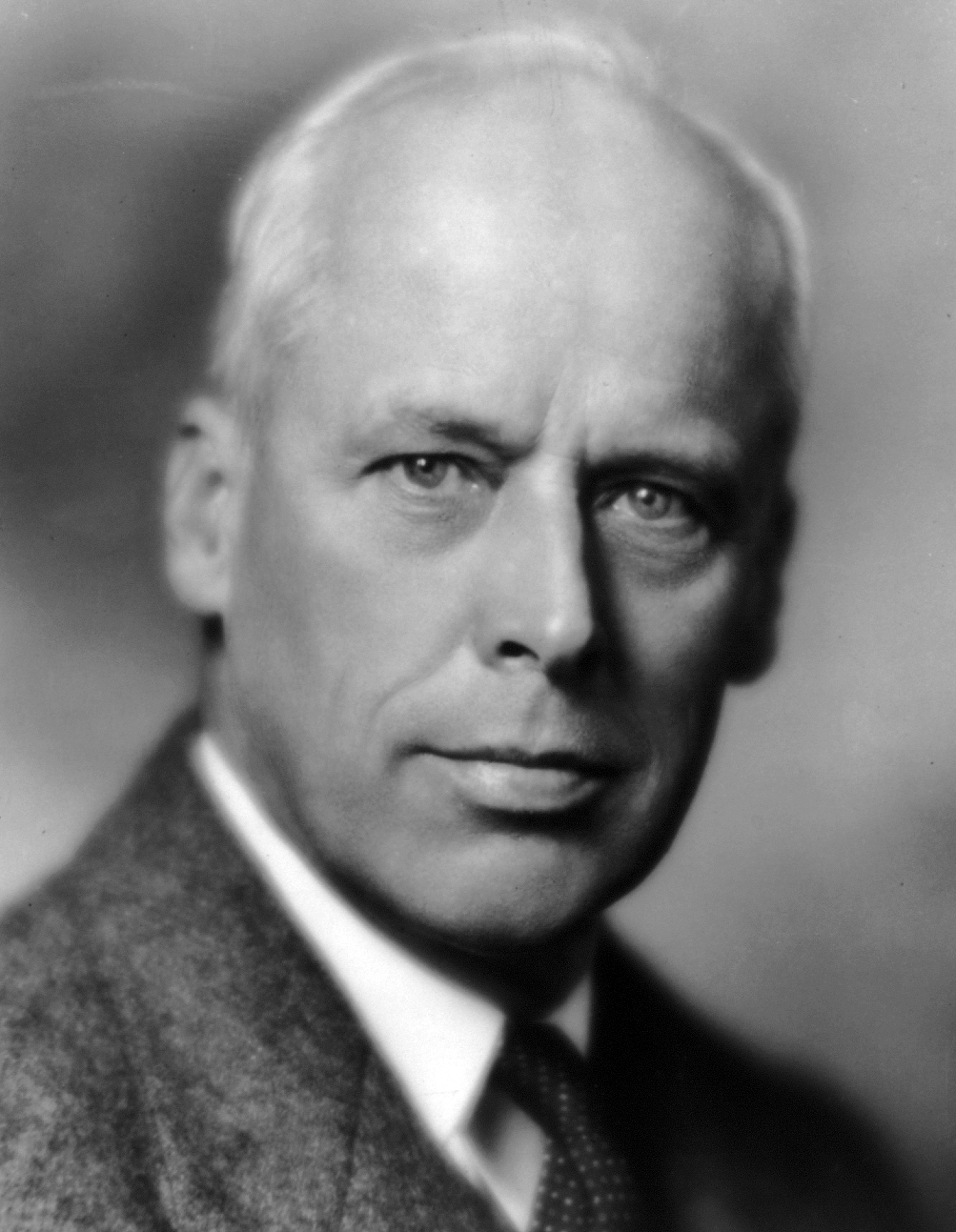
Norman Thomas 4º lugar

Fonte - Voto popular: Colégio Eleitoral: 
| Resultados por estado da eleição presidencial dos Estados Unidos de 1936 | Resultados por estado da eleição presidencial dos Estados Unidos de 1936 | Resultados por estado da eleição presidencial dos Estados Unidos de 1936 | Resultados por estado da eleição presidencial dos Estados Unidos de 1936 | Resultados por estado da eleição presidencial dos Estados Unidos de 1936 | Resultados por estado da eleição presidencial dos Estados Unidos de 1936 | Resultados por estado da eleição presidencial dos Estados Unidos de 1936 | Resultados por estado da eleição presidencial dos Estados Unidos de 1936 | Resultados por estado da eleição presidencial dos Estados Unidos de 1936 | Resultados por estado da eleição presidencial dos Estados Unidos de 1936 | Resultados por estado da eleição presidencial dos Estados Unidos de 1936 | Resultados por estado da eleição presidencial dos Estados Unidos de 1936 | Resultados por estado da eleição presidencial dos Estados Unidos de 1936 | Resultados por estado da eleição presidencial dos Estados Unidos de 1936 | Resultados por estado da eleição presidencial dos Estados Unidos de 1936 | Resultados por estado da eleição presidencial dos Estados Unidos de 1936 |  |
| ------------------------------------------------------------------------ | ------------------------------------------------------------------------ | ------------------------------------------------------------------------ | ------------------------------------------------------------------------ | ------------------------------------------------------------------------ | ------------------------------------------------------------------------ | ------------------------------------------------------------------------ | ------------------------------------------------------------------------ | ------------------------------------------------------------------------ | ------------------------------------------------------------------------ | ------------------------------------------------------------------------ | ------------------------------------------------------------------------ | ------------------------------------------------------------------------ | ------------------------------------------------------------------------ | ------------------------------------------------------------------------ | ------------------------------------------------------------------------ |  |
|                                                                          |                                                                          | Franklin Roosevelt Democrata                                             | Franklin Roosevelt Democrata                                             | Franklin Roosevelt Democrata                                             | Alfred Landon Republicano                                                | Alfred Landon Republicano                                                | Alfred Landon Republicano                                                | William Lemke União                                                      | William Lemke União                                                      | William Lemke União                                                      | Outro                                                                    | Outro                                                                    | Outro                                                                    | Total por estado                                                         | Total por estado                                                         |  |
| Estado                                                                   | Votos do Colégio Eleitoral                                               | Votos populares                                                          | %                                                                        | Votos do Colégio Eleitoral                                               | Votos populares                                                          | %                                                                        | Votos do Colégio Eleitoral                                               | Votos populares                                                          | %                                                                        | Votos do Colégio Eleitoral                                               | Votos populares                                                          | %                                                                        | Votos do Colégio Eleitoral                                               | Votos populares                                                          | Sigla                                                                    |  |
| Alabama                                                                  | 11                                                                       | 238,136                                                                  | 86.4                                                                     | 11                                                                       | 35,358                                                                   | 12.8                                                                     | -                                                                        | 551                                                                      | 0.2                                                                      | -                                                                        | 1,639                                                                    | 0.6                                                                      | -                                                                        | 275,244                                                                  | AL                                                                       |  |
| Arizona                                                                  | 3                                                                        | 86,722                                                                   | 69.9                                                                     | 3                                                                        | 33,433                                                                   | 26.9                                                                     | -                                                                        | 3,307                                                                    | 2.7                                                                      | -                                                                        | 701                                                                      | 0.6                                                                      | -                                                                        | 124,163                                                                  | AZ                                                                       |  |
| Arkansas                                                                 | 9                                                                        | 146,765                                                                  | 81.8                                                                     | 9                                                                        | 32,039                                                                   | 17.9                                                                     | -                                                                        | 4                                                                        | 0.0                                                                      | -                                                                        | 615                                                                      | 0.3                                                                      | -                                                                        | 179,423                                                                  | AR                                                                       |  |
| Califórnia                                                               | 22                                                                       | 1,766,836                                                                | 67.0                                                                     | 22                                                                       | 836,431                                                                  | 31.7                                                                     | -                                                                        | sem votos                                                                | sem votos                                                                | sem votos                                                                | 35,615                                                                   | 1.4                                                                      | -                                                                        | 2,638,882                                                                | CA                                                                       |  |
| Colorado                                                                 | 6                                                                        | 295,021                                                                  | 60.4                                                                     | 6                                                                        | 181,267                                                                  | 37.1                                                                     | -                                                                        | 9,962                                                                    | 2.0                                                                      | -                                                                        | 2,434                                                                    | 0.5                                                                      | -                                                                        | 488,684                                                                  | CO                                                                       |  |
| Connecticut                                                              | 8                                                                        | 382,129                                                                  | 55.3                                                                     | 8                                                                        | 278,685                                                                  | 40.4                                                                     | -                                                                        | 21,805                                                                   | 3.2                                                                      | -                                                                        | 8,104                                                                    | 1.2                                                                      | -                                                                        | 690,723                                                                  | CT                                                                       |  |
| Delaware                                                                 | 3                                                                        | 69,702                                                                   | 54.6                                                                     | 3                                                                        | 57,236                                                                   | 44.9                                                                     | -                                                                        | 442                                                                      | 0.4                                                                      | -                                                                        | 223                                                                      | 0.2                                                                      | -                                                                        | 127,603                                                                  | DE                                                                       |  |
| Flórida                                                                  | 7                                                                        | 249,117                                                                  | 76.1                                                                     | 7                                                                        | 78,248                                                                   | 23.9                                                                     | -                                                                        | sem votos                                                                | sem votos                                                                | sem votos                                                                | sem votos                                                                | sem votos                                                                | sem votos                                                                | 327,365                                                                  | FL                                                                       |  |
| Geórgia                                                                  | 12                                                                       | 255,364                                                                  | 87.1                                                                     | 12                                                                       | 36,942                                                                   | 12.6                                                                     | -                                                                        | 141                                                                      | 0.1                                                                      | -                                                                        | 728                                                                      | 0.3                                                                      | -                                                                        | 293,175                                                                  | GA                                                                       |  |
| Idaho                                                                    | 4                                                                        | 125,683                                                                  | 63.0                                                                     | 4                                                                        | 66,256                                                                   | 33.2                                                                     | -                                                                        | 7,678                                                                    | 3.9                                                                      | -                                                                        | sem votos                                                                | sem votos                                                                | sem votos                                                                | 199,617                                                                  | ID                                                                       |  |
| Illinois                                                                 | 29                                                                       | 2,282,999                                                                | 57.7                                                                     | 29                                                                       | 1,570,393                                                                | 39.7                                                                     | -                                                                        | 89,439                                                                   | 2.3                                                                      | -                                                                        | 13,691                                                                   | 0.4                                                                      | -                                                                        | 3,956,522                                                                | IL                                                                       |  |
| Indiana                                                                  | 14                                                                       | 934,974                                                                  | 56.6                                                                     | 14                                                                       | 691,570                                                                  | 41.9                                                                     | -                                                                        | 19,407                                                                   | 1.2                                                                      | -                                                                        | 4,946                                                                    | 0.3                                                                      | -                                                                        | 1,650,897                                                                | IN                                                                       |  |
| Iowa                                                                     | 11                                                                       | 621,756                                                                  | 54.4                                                                     | 11                                                                       | 487,977                                                                  | 42.7                                                                     | -                                                                        | 29,687                                                                   | 2.6                                                                      | -                                                                        | 3,313                                                                    | 0.3                                                                      | -                                                                        | 1,142,733                                                                | IA                                                                       |  |
| Kansas                                                                   | 9                                                                        | 464,520                                                                  | 53.7                                                                     | 9                                                                        | 397,727                                                                  | 46.0                                                                     | -                                                                        | 497                                                                      | 0.1                                                                      | -                                                                        | 2,770                                                                    | 0.3                                                                      | -                                                                        | 865,014                                                                  | KS                                                                       |  |
| Kentucky                                                                 | 11                                                                       | 541,944                                                                  | 58.5                                                                     | 11                                                                       | 369,702                                                                  | 39.9                                                                     | -                                                                        | 12,501                                                                   | 1.4                                                                      | -                                                                        | 2,056                                                                    | 0.2                                                                      | -                                                                        | 926,203                                                                  | KY                                                                       |  |
| Louisiana                                                                | 10                                                                       | 292,894                                                                  | 88.8                                                                     | 10                                                                       | 36,791                                                                   | 11.2                                                                     | -                                                                        | sem votos                                                                | sem votos                                                                | sem votos                                                                | 93                                                                       | 0.0                                                                      | -                                                                        | 329,778                                                                  | LA                                                                       |  |
| Maine                                                                    | 5                                                                        | 126,333                                                                  | 41.5                                                                     | -                                                                        | 168,823                                                                  | 55.5                                                                     | 5                                                                        | 7,581                                                                    | 2.5                                                                      | -                                                                        | 1,503                                                                    | 0.5                                                                      | -                                                                        | 304,240                                                                  | ME                                                                       |  |
| Maryland                                                                 | 8                                                                        | 389,612                                                                  | 62.4                                                                     | 8                                                                        | 231,435                                                                  | 37.0                                                                     | -                                                                        | sem votos                                                                | sem votos                                                                | sem votos                                                                | 3,849                                                                    | 0.6                                                                      | -                                                                        | 624,896                                                                  | MD                                                                       |  |
| Massachusetts                                                            | 17                                                                       | 942,716                                                                  | 51.2                                                                     | 17                                                                       | 768,613                                                                  | 41.8                                                                     | -                                                                        | 118,639                                                                  | 6.5                                                                      | -                                                                        | 10,389                                                                   | 0.6                                                                      | -                                                                        | 1,840,357                                                                | MA                                                                       |  |
| Michigan                                                                 | 19                                                                       | 1,016,794                                                                | 56.3                                                                     | 19                                                                       | 699,733                                                                  | 38.8                                                                     | -                                                                        | 75,795                                                                   | 4.2                                                                      | -                                                                        | 12,776                                                                   | 0.7                                                                      | -                                                                        | 1,805,098                                                                | MI                                                                       |  |
| Minnesota                                                                | 11                                                                       | 698,811                                                                  | 61.8                                                                     | 11                                                                       | 350,461                                                                  | 31.0                                                                     | -                                                                        | 74,296                                                                   | 6.6                                                                      | -                                                                        | 6,407                                                                    | 0.6                                                                      | -                                                                        | 1,129,975                                                                | MN                                                                       |  |
| Mississippi                                                              | 9                                                                        | 157,318                                                                  | 97.1                                                                     | 9                                                                        | 4,443                                                                    | 2.7                                                                      | -                                                                        | sem votos                                                                | sem votos                                                                | sem votos                                                                | 329                                                                      | 0.2                                                                      | -                                                                        | 162,090                                                                  | MS                                                                       |  |
| Missouri                                                                 | 15                                                                       | 1,111,043                                                                | 60.8                                                                     | 15                                                                       | 697,891                                                                  | 38.2                                                                     | -                                                                        | 14,630                                                                   | 0.8                                                                      | -                                                                        | 5,071                                                                    | 0.3                                                                      | -                                                                        | 1,828,635                                                                | MO                                                                       |  |
| Montana                                                                  | 4                                                                        | 159,690                                                                  | 69.3                                                                     | 4                                                                        | 63,598                                                                   | 27.6                                                                     | -                                                                        | 5,549                                                                    | 2.4                                                                      | -                                                                        | 1,675                                                                    | 0.7                                                                      | -                                                                        | 230,512                                                                  | MT                                                                       |  |
| Nebraska                                                                 | 7                                                                        | 347,445                                                                  | 57.1                                                                     | 7                                                                        | 247,731                                                                  | 40.7                                                                     | -                                                                        | 12,847                                                                   | 2.1                                                                      | -                                                                        | sem votos                                                                | sem votos                                                                | sem votos                                                                | 608,023                                                                  | NE                                                                       |  |
| Nevada                                                                   | 3                                                                        | 31,925                                                                   | 72.8                                                                     | 3                                                                        | 11,923                                                                   | 27.2                                                                     | -                                                                        | 'sem votos                                                               | 'sem votos                                                               | 'sem votos                                                               | 'sem votos                                                               | 'sem votos                                                               | 'sem votos                                                               | 43,848                                                                   | NV                                                                       |  |
| Nova Hampshire                                                           | 4                                                                        | 108,460                                                                  | 49.7                                                                     | 4                                                                        | 104,642                                                                  | 48.0                                                                     | -                                                                        | 4,819                                                                    | 2.2                                                                      | -                                                                        | 193                                                                      | 0.1                                                                      | -                                                                        | 218,114                                                                  | NH                                                                       |  |
| Nova Jersey                                                              | 16                                                                       | 1,083,549                                                                | 59.6                                                                     | 16                                                                       | 719,421                                                                  | 39.6                                                                     | -                                                                        | 9,405                                                                    | 0.5                                                                      | -                                                                        | 6,752                                                                    | 0.4                                                                      | -                                                                        | 1,819,127                                                                | NJ                                                                       |  |
| Novo México                                                              | 3                                                                        | 106,037                                                                  | 62.7                                                                     | 3                                                                        | 61,727                                                                   | 36.5                                                                     | -                                                                        | 924                                                                      | 0.6                                                                      | -                                                                        | 448                                                                      | 0.3                                                                      | -                                                                        | 169,176                                                                  | NM                                                                       |  |
| Nova Iorque                                                              | 47                                                                       | 3,293,222                                                                | 58.9                                                                     | 47                                                                       | 2,180,670                                                                | 39.0                                                                     | -                                                                        | sem votos                                                                | sem votos                                                                | sem votos                                                                | 122,506                                                                  | 2.2                                                                      | -                                                                        | 5,596,398                                                                | NY                                                                       |  |
| Carolina do Norte                                                        | 13                                                                       | 616,141                                                                  | 73.4                                                                     | 13                                                                       | 223,283                                                                  | 26.6                                                                     | -                                                                        | 2                                                                        | 0.0                                                                      | -                                                                        | 38                                                                       | 0.0                                                                      | -                                                                        | 839,464                                                                  | NC                                                                       |  |
| Dakota do Norte                                                          | 4                                                                        | 163,148                                                                  | 59.6                                                                     | 4                                                                        | 72,751                                                                   | 26.6                                                                     | -                                                                        | 36,708                                                                   | 13.4                                                                     | -                                                                        | 1,109                                                                    | 0.4                                                                      | -                                                                        | 273,716                                                                  | ND                                                                       |  |
| Ohio                                                                     | 26                                                                       | 1,747,140                                                                | 58.0                                                                     | 26                                                                       | 1,127,855                                                                | 37.4                                                                     | -                                                                        | 132,212                                                                  | 4.4                                                                      | -                                                                        | 5,382                                                                    | 0.2                                                                      | -                                                                        | 3,012,589                                                                | OH                                                                       |  |
| Oklahoma                                                                 | 11                                                                       | 501,069                                                                  | 66.8                                                                     | 11                                                                       | 245,122                                                                  | 32.7                                                                     | -                                                                        | sem votos                                                                | sem votos                                                                | sem votos                                                                | 3,549                                                                    | 0.5                                                                      | -                                                                        | 749,740                                                                  | OK                                                                       |  |
| Oregon                                                                   | 5                                                                        | 266,733                                                                  | 64.4                                                                     | 5                                                                        | 122,706                                                                  | 29.6                                                                     | -                                                                        | 21,831                                                                   | 5.3                                                                      | -                                                                        | 2,751                                                                    | 0.7                                                                      | -                                                                        | 414,021                                                                  | OR                                                                       |  |
| Pensilvânia                                                              | 36                                                                       | 2,353,987                                                                | 56.9                                                                     | 36                                                                       | 1,690,200                                                                | 40.8                                                                     | -                                                                        | 67,468                                                                   | 1.6                                                                      | -                                                                        | 26,771                                                                   | 0.7                                                                      | -                                                                        | 4,138,426                                                                | PA                                                                       |  |
| Rhode Island                                                             | 4                                                                        | 165,238                                                                  | 53.1                                                                     | 4                                                                        | 125,031                                                                  | 40.2                                                                     | -                                                                        | 19,569                                                                   | 6.3                                                                      | -                                                                        | 1,340                                                                    | 0.4                                                                      | -                                                                        | 311,178                                                                  | RI                                                                       |  |
| Carolina do Sul                                                          | 8                                                                        | 113,791                                                                  | 98.6                                                                     | 8                                                                        | 1,646                                                                    | 1.4                                                                      | -                                                                        | sem votos                                                                | sem votos                                                                | sem votos                                                                | sem votos                                                                | sem votos                                                                | sem votos                                                                | 115,437                                                                  | SC                                                                       |  |
| Dakota do Sul                                                            | 4                                                                        | 160,137                                                                  | 54.0                                                                     | 4                                                                        | 125,977                                                                  | 42.5                                                                     | -                                                                        | 10,338                                                                   | 3.5                                                                      | -                                                                        | sem votos                                                                | sem votos                                                                | sem votos                                                                | 296,472                                                                  | SD                                                                       |  |
| Tennessee                                                                | 11                                                                       | 328,083                                                                  | 68.9                                                                     | 11                                                                       | 146,520                                                                  | 30.8                                                                     | -                                                                        | 296                                                                      | 0.1                                                                      | -                                                                        | 1,639                                                                    | 0.3                                                                      | -                                                                        | 476,538                                                                  | TN                                                                       |  |
| Texas                                                                    | 23                                                                       | 734,485                                                                  | 87.1                                                                     | 23                                                                       | 103,874                                                                  | 12.3                                                                     | -                                                                        | 3,281                                                                    | 0.4                                                                      | -                                                                        | 1,842                                                                    | 0.2                                                                      | -                                                                        | 843,482                                                                  | TX                                                                       |  |
| Utah                                                                     | 4                                                                        | 150,246                                                                  | 69.3                                                                     | 4                                                                        | 64,555                                                                   | 29.8                                                                     | -                                                                        | 1,121                                                                    | 0.5                                                                      | -                                                                        | 755                                                                      | 0.4                                                                      | -                                                                        | 216,677                                                                  | UT                                                                       |  |
| Vermont                                                                  | 3                                                                        | 62,124                                                                   | 43.2                                                                     | -                                                                        | 81,023                                                                   | 56.4                                                                     | 3                                                                        | sem votos                                                                | sem votos                                                                | sem votos                                                                | 542                                                                      | 0.4                                                                      | -                                                                        | 143,689                                                                  | VT                                                                       |  |
| Virgínia                                                                 | 11                                                                       | 234,980                                                                  | 70.2                                                                     | 11                                                                       | 98,336                                                                   | 29.4                                                                     | -                                                                        | 233                                                                      | 0.1                                                                      | -                                                                        | 1,041                                                                    | 0.3                                                                      | -                                                                        | 334,590                                                                  | VA                                                                       |  |
| Washington                                                               | 8                                                                        | 459,579                                                                  | 66.4                                                                     | 8                                                                        | 206,892                                                                  | 29.9                                                                     | -                                                                        | 17,463                                                                   | 2.5                                                                      | -                                                                        | 8,404                                                                    | 1.2                                                                      | -                                                                        | 692,338                                                                  | WA                                                                       |  |
| Virgínia Ocidental                                                       | 8                                                                        | 502,582                                                                  | 60.6                                                                     | 8                                                                        | 325,358                                                                  | 39.2                                                                     | -                                                                        | sem votos                                                                | sem votos                                                                | sem votos                                                                | 2,005                                                                    | 0.2                                                                      | -                                                                        | 829,945                                                                  | WV                                                                       |  |
| Wisconsin                                                                | 12                                                                       | 802,984                                                                  | 63.8                                                                     | 12                                                                       | 380,828                                                                  | 30.3                                                                     | -                                                                        | 60,297                                                                   | 4.8                                                                      | -                                                                        | 14,451                                                                   | 1.1                                                                      | -                                                                        | 1,258,560                                                                | WI                                                                       |  |
| Wyoming                                                                  | 3                                                                        | 62,624                                                                   | 60.6                                                                     | 3                                                                        | 38,739                                                                   | 37.5                                                                     | -                                                                        | 1,653                                                                    | 1.6                                                                      | -                                                                        | 366                                                                      | 0.4                                                                      | -                                                                        | 103,382                                                                  | WY                                                                       |  |
| TOTAL:                                                                   | 531                                                                      | 27,752,648                                                               | 60.8                                                                     | 523                                                                      | 16,681,862                                                               | 36.5                                                                     | 8                                                                        | 892,378                                                                  | 2.0                                                                      | -                                                                        | 320,811                                                                  | 0.7                                                                      | -                                                                        | 45,647,699                                                               |                                                                          |  |
| PARA VENCER:                                                             | 266                                                                      |                                                                          |                                                                          |                                                                          |                                                                          |                                                                          |                                                                          |                                                                          |                                                                          |                                                                          |                                                                          |                                                                          |                                                                          |                                                                          |                                                                          |  |